# Лауро
Лауро (итал. Lauro) је насеље у Италији у округу Авелино, региону Кампанија.
Према процени из 2011. у насељу је живело 2830 становника. Насеље се налази на надморској висини од 183 м.

## Становништво
Према резултатима пописа становништва 2011. у општини је живело 3.608 становника.
| 1936. | 1951. | 1961. | 1971. | 1981. | 1991. | 2001. | 2011. |
| ----- | ----- | ----- | ----- | ----- | ----- | ----- | ----- |
| 2.835 | 3.036 | 3.113 | 3.252 | 3.762 | 3.895 | 3.628 | 3.608 |